# Heteropoda badiella
Heteropoda badiella là một loài nhện trong họ Sparassidae.
Loài này thuộc chi Heteropoda. Heteropoda badiella được Carl Friedrich Roewer miêu tả năm 1951.